# Björn Håkansson
Björn Hartvig Johannes Håkansson, född 21 april 1908 i Karlskrona, död 24 april 1980 i Söderhamn, var en svensk läkare. 
Håkansson, som var son till flaggstyrman Otto Ferdinand Håkansson och Lilly Maria Linderoth, avlade studentexamen i Karlskrona 1927, medicine kandidat 1930 och medicine licentiat 1936 vid Lunds universitet. Han var assistentläkare vid Lunds lasaretts kirurgiska klinik 1935, blev extra läkare vid Sundsvalls lasaretts röntgenavdelning 1936, extra läkare vid medicinska avdelningen där 1937, tredje underläkare där 1938, var tredje och andre underläkare vid länssanatoriet i Sundsvall 1941–1943 samt förste underläkare vid medicinska avdelningen på Kalmar lasarett 1943–1945. Han var praktiserande läkare i Söderhamn och flygläkare vid Hälsinge flygflottilj där 1945–1968 (han efterträddes av Gunvor Gillnäs).